# Sub tuum praesidium
Pod obranu se tvoju lat. (Sub tuum) je stara kršćanska molitva.
Stoljećima se smatralo da je ova molitva nastala u srednjem vijeku. No, nakon što je 1938. objavljen dio papirusa što ga je 1917. kupila John Ryland Library u Manchesteru, stručnjaci su utvrdili da potječe iz 3. st. To je prva poznata molitva Mariji u kojoj se iskazuje vjerovanje u njezin zagovor. Stoga je opravdano pretpostaviti da je vjerovanje u Marijin zagovarateljsku moć dio starije tradicije.
Hrvatski prijevod molitve:

Pod obranu se Tvoju utječemo, sveta Bogorodice.
Ne odbij nam molbe u potrebama našim,
nego nas od svih pogibli vazda oslobodi.
Djevice slavna i blagoslovljena,
Gospođo naša, Posrednice naša, Zagovornice naša!
Sa svojim nas Sinom pomiri,
svojemu nas Sinu preporuči,
svojemu nas Sinu izruči.
Amen.